# Єрзовка (Комишловський район)
Є́рзовка (рос. Ерзовка) — присілок у складі Комишловського району Свердловської області. Входить до складу Галкинського сільського поселення.
Населення — 32 особи (2010, 60 у 2002).
Національний склад станом на 2002 рік: росіяни — 83 %.